# Mosman River
Der Mosman River ist ein Fluss in der Region Far North Queensland auf der Kap-York-Halbinsel im Norden des australischen Bundesstaates Queensland.

## Geographie

### Flusslauf
Der Fluss entspringt im Westteil der Quinkan Indigenous Reserve, einem Aboriginesreservat in den Atherton Tablelands, die einen Teil der Great Dividing Range bilden, rund 90 Kilometer südwestlich von Cooktown. Er fließt nach Nord-Nordost und mündet bei der Kleinstadt Laura in den Laura River.

### Nebenflüsse mit Mündungshöhen
Der Fluss hat folgende Nebenflüsse:
- Lone Star Creek – 321 m
- Kennedy Creek – 236 m
- Orchid Creek – 191 m
- Yaamba Creek – 174 m